# Kráľ
Kráľ és un poble i municipi d'Eslovàquia. Es troba a la regió de Banská Bystrica.

## Història
La primera menció escrita de la vila es remunta al 1282.

## Demografia
| Godina             | 1994 | 2004   | 2014   | 2024   |
| ------------------ | ---- | ------ | ------ | ------ |
| Nombre de persones | 909  | 925    | 968    | 932    |
| Diferència         |      | +1,76% | +4,64% | −3,71% |

| Godina             | 2023 | 2024   |
| ------------------ | ---- | ------ |
| Nombre de persones | 934  | 932    |
| Diferència         |      | −0,21% |